# Dafa
Dafa is een geslacht van vlinders van de familie sikkelmotten (Oecophoridae), uit de onderfamilie Oecophorinae.

## Soorten
- D. algeriensis Walsingham
- D. auricollis Walsingham, 1912
- D. bernsteiniella (Snellen, 1878)
- D. erythropennis Dognin, 1913
- D. heringii (Lederer, 1864)
- D. imitatrix Zeller, 1847
- D. intermediella (Stainton, 1867)
- D. krueperella Staudinger, 1871
- D. manii (Lederer, 1871)
- D. oliviella (Fabricius, 1795)
- D. rhabdophora (Forbes)
- D. sulphurella Fabricius, 1775